# Liste der Naturdenkmäler in Nidda
Die Liste der Naturdenkmäler in Nidda nennt die auf dem Gebiet der Stadt Nidda, im Wetteraukreis (Hessen), gelegenen Naturdenkmäler. Sie sind nach dem Hessischen Gesetz über Naturschutz und Landschaftspflege (Hessisches Naturschutzgesetz – HAGBNatSchG) § 12 geschützt und bei der unteren Naturschutzbehörde des Wetteraukreises eingetragen. Die Liste entspricht dem Stand vom 1. Januar 2014.
| Bild                          | Bezeichnung                        | Ortsteil, Lage | Beschreibung | Art                 | Nr.     |
| ----------------------------- | ---------------------------------- | --- | --- | ------------------- | ------- |
| mehr Fotos \| Fotos hochladen | Linde, Rosskastanie                | Eichelsdorf, Flur 3, Flurstück 75/1, 76/1 50° 27′ 10,4″ N, 9° 2′ 51,4″ O                                             | Am Turnplatz bei der Junkermühle. Ehemals 2 Linden, natürlicher Abgang einer Linde durch einen Sturm. Die Rosskastanie ist sehr klein. Schutzgrund: alt, ortsbildprägend.                                        | Linde, Rosskastanie | 440.056 |
| mehr Fotos \| Fotos hochladen | Friedenslinde 1871                 | Geiß-Nidda, Flur 1, Flurstück 226 (VO), 221 (tatsächlich) 50° 24′ 11,7″ N, 8° 58′ 4,1″ O                             | Linde in der Dorfmitte vor dem Backhaus (Geiß-Nidda) (KD). Schutzgrund: ortsbildprägend. | Linde               | 440.059 |
| mehr Fotos \| Fotos hochladen | Blutbuche auf dem Friedhof         | Geiß-Nidda, Flur 2, Flustrück 223 50° 24′ 21,6″ N, 8° 57′ 53,7″ O                                                    | Blutbuche an der Friedhofsmauer mit eigener Einfassung. Schutzgrund: ortsbildprägend. | Buche               | 440.148 |
| mehr Fotos \| Fotos hochladen | Eiche am Schleifeld                | Geiß-Nidda, Flur 8, Flurstück 17 50° 23′ 8,3″ N, 8° 56′ 58,4″ O                                                      | Auf 500 Jahre geschätzte Eiche und Hutebaum im Schleifeld an den Schleifelder Höfen (KD) südlich von Geiß-Nidda. Breite ausladende Krone. Sechs Meter Umfang. Schutzgrund: Alter, Schönheit.                     | Eiche               | 440.170 |
| mehr Fotos \| Fotos hochladen | Mammutbaum am ehemaligen Forsthaus | Harb, Flur 7 (VO), 5/5 (tatsächlich), Flurstück 6 (VO), 1/7 (tatsächlich) 50° 26′ 44,3″ N, 8° 57′ 57,7″ O            | Riesen-Mammutbaum am ehemaligen Forsthaus Glaubzahl (KD) im Wald an der B457. 80 Jahre alt (2010). Schutzgrund: Mächtiger Solitärbaum.                                                                           | Mammutbaum          | 440.149 |
| Fotos hochladen               | Eiche an der Scharhege             | Nidda, Flur 9, Flurstück 170 50° 23′ 39″ N, 8° 59′ 12,2″ O                                                           | Freistehende Eiche südlich von Nidda. Schutzgrund: landschaftsprägender Altbaum. | Eiche               | 440.250 |
| Fotos hochladen               | Eiche an der Nachtweide            | Nidda, Flur 9, Flurstück 164 50° 23′ 32,9″ N, 8° 59′ 8″ O                                                            | Freistehende Eiche südlich von Nidda. Schutzgrund: landschaftsprägender Altbaum. | Eiche               | 440.251 |
| BW                            | Dreistrahlige Lärche               | Schwickartshausen, Flur 5 (VO), 6 (tatsächlich), Flurstück 134 (VO), 43 (tatsächlich) 50° 23′ 35,6″ N, 9° 5′ 42,3″ O | Dreistrahlige Lärche an der Hohe Straße im Wald in Forstabteilung 948 A. Schutzgrund: seltenes Vorkommen. | Lärche              | 440.150 |
| BW                            | „Zwölf-Uhr-Stein“                  | Schwickartshausen, Flur 6, Flurstück 1 50° 23′ 49,2″ N, 9° 5′ 4,2″ O                                                 | Stein am Rande des Gemeindewaldes Goldberg an der K199. Der Stein soll sich der Sage nach zu jeder Neujahrsnacht um Mitternacht einmal rumpelnd um sich selbst drehen. Schutzgrund: kulturhistorische Bedeutung. | Stein               | 440.063 |
| BW                            | Eiche                              | Schwickartshausen, Flur 6, Flurstück 14 50° 23′ 43,2″ N, 9° 5′ 4,3″ O                                                | 250 Jahre alte Eiche an einer Wegeböschung am Raumertsweg. Schutzgrund: Großer landschaftsprägender Einzelbaum mit mächtiger Krone in einem Hohlweg.                                                             | Eiche               | 440.286 |
| mehr Fotos \| Fotos hochladen | Friedenslinde                      | Unter-Schmitten, Flur 2, Flurstück 25 50° 26′ 10,2″ N, 9° 1′ 2,2″ O                                                  | Friedenslinde auf dem Martinsberg mit umgebender Hecke. Nach der Völkerschlacht bei Leipzig (1813) gepflanzt. Schutzgrund: Einzelbaum, alt, ortsbildprägend.                                                     | Linde               | 440.064 |
| mehr Fotos \| Fotos hochladen | Feldahorn auf dem Klappersberg     | Unter-Widdersheim, Flur 1, Flurstück 112 50° 25′ 54,1″ N, 8° 55′ 11,2″ O                                             | Feldahorn an einem Wiesenweg nordöstlich von Unter-Widdersheim. Schutzgrund: Besonders großer, landschaftsprägender Feldahorn auf einem ehemaligen Weinberghang.                                                 | Feldahorn           | 440.284 |
| mehr Fotos \| Fotos hochladen | Eiche an der Kuhweide              | Unter-Widdersheim, Flur 4, Flurstück 81 50° 25′ 17,4″ N, 8° 54′ 15,6″ O                                              | Einzelne Eiche am Ostrand des NSG Mittlere Horloffaue. Schutzgrund: Besonders alte, mächtige und landschaftsprägende Eiche mit einem besonderen Kronenwuchs.                                                     | Eiche               | 440.301 |
| BW                            | Linde am Sportplatz                | Wallernhausen, Flur 3, Flurstück 115/3 50° 23′ 35,2″ N, 9° 0′ 27,3″ O                                                | Linde am westlichen Ortsrand. Schutzgrund: Großer, den Ortseingang von Wallernhausen weithin prägender Einzelbaum.                                                                                               | Linde               | 440.287 |
| mehr Fotos \| Fotos hochladen | Linde auf dem Katzenberg           | Ulfa, Flur 3, Flurstück 129 50° 28′ 28,5″ N, 9° 0′ 11,8″ O                                                           | Linde auf einer Wiese an der L3138. Schutzgrund: Großer landschaftsprägender Einzelbaum mit einer besonders schönen und ausladenden Kronenform.                                                                  | Linde               | 440.288 |
| mehr Fotos \| Fotos hochladen | Linde an der Ulfa                  | Ulfa, Flur 2, Flurstück 21 50° 28′ 10,5″ N, 9° 1′ 14,1″ O                                                            | Linde am Flusslauf der Ulfa. Schutzgrund: Großer, landschaftsprägender Linde mit einer besonders schönen Kronenform.                                                                                             | Linde               | 440.300 |
| mehr Fotos \| Fotos hochladen | Lindenreihe am Katzenberg          | Ulfa, Flur 2, Flurstück 273, Flur 3, Flurstück 129 50° 28′ 22,3″ N, 9° 0′ 18,7″ O                                    | Linden am Südhang des Katzenberges. Schutzgrund: Baumreihe mit großen, landschaftsprägenden Altbäumen mit besonders ausladenden Kronen an einem ehemaligen regional bedeutendem Viehtrieb.                       | Linden              | 440.304 |

Die „Linde auf dem Friedhof“ (Nr. 440.198) in Unter-Widdersheim musste notgefällt werden. Die „Winterlinde in Stornfels“ (Nr. 440.200) wurde durch einen Sturm zerstört. Beide Naturdenkmäler wurden aus der Liste gelöscht.